# Mali régiói

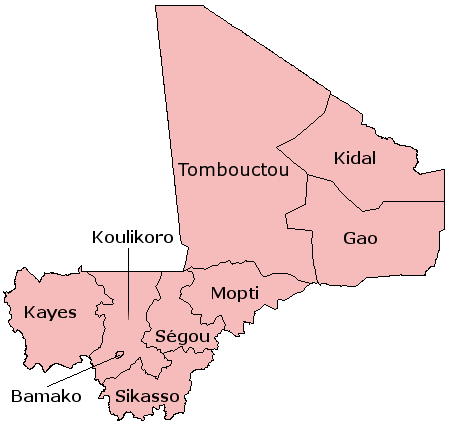
Mali régiói

A régiók Mali legmagasabb szintű egységei, illetve területi és népességi szempontból is a legnagyobbak. Mali 49 körzete 8 régióra van elosztva: Kayes, Koulikoro, Sikasso, Ségou, Mopti, Gao, Timbuktu és Kidal régiókra. Az 50. körzetet a főváros, Bamako és annak agglomerációja alkotja. Mivel Bamako körzet egyik régióhoz sem tartozik, így általában közéjük soroljuk. A székhelyek nevei megegyeznek a régiók neveivel. A régiók elhelyezkedésük alapján kapták sorszámaikat, amelyeket római számokkal jelölnek. Az I-es sorszámú régió a legnyugatabbra található Kayes.
| Régió neve | Régió sorszáma | Terület (km²) | Népesség (2009) |
| ---------- | -------------- | ------------- | --------------- |
| Gao        | VII.           | 170 572       | 544 120         |
| Kayes      | I.             | 120 760       | 1 996 812       |
| Kidal      | VIII.          | 151 430       | 67 638          |
| Koulikoro  | II.            | 90 120        | 2 418 305       |
| Mopti      | V.             | 79 017        | 2 037 330       |
| Ségou      | IV.            | 64 947        | 2 336 255       |
| Sikasso    | III.           | 71 790        | 2 625 919       |
| Timbuktu   | VI.            | 497 926       | 681 691         |
| Bamako     | Besorolatlan   | 252           | 1 809 106       |

## Fordítás
- Ez a szócikk részben vagy egészben  a   Regions of Mali című angol Wikipédia-szócikk fordításán alapul.  Az eredeti cikk szerkesztőit annak laptörténete sorolja fel. Ez a jelzés csupán a megfogalmazás eredetét és a szerzői jogokat jelzi, nem szolgál a cikkben szereplő információk forrásmegjelöléseként.